# Hjemfald
Hjemfald betyder at et lens besidder har mistet retten til at oppebære det, og at det derfor inddrages af lensherren (typisk kongen), som derefter kan nyforlene det til anden side. I ældre tid var det praksis, at alle len hjemfaldt ved lensbesidderens død, hvorefter en nyforlening til dennes arving fandt sted. Efterhånden som alle len blev arvelige, bortfaldt denne praksis, og kun når der ikke var arvinger hjemfaldt lenet. Et len kan også hjemfalde som følge af lensbesidderens forræderi mod lensherren. Et sådant hjemfaldet len kaldes også et forbrudt len.